# Club Atlético River Plate 1918
Questa voce raccoglie le informazioni riguardanti il Club Atlético River Plate nelle competizioni ufficiali della stagione 1918.

## Stagione
La Copa Campeonato vide il River giungere al secondo posto, dietro al Racing: a separare le due formazioni furono 9 punti. Il River registrò la seconda miglior difesa del campionato, con 17 reti subite.

## Maglie e sponsor
| Casa |

## Rosa
| N. |                      | Ruolo | Calciatore            |
| -- | -------------------- | ----- | --------------------- |
|    | Argentina (bandiera) | P     | Juan Crotti           |
|    | Argentina (bandiera) | P     | Carlos Ísola          |
|    | Argentina (bandiera) | P     | Luis Libera           |
|    | Argentina (bandiera) | D     | Pedro Calneggia       |
|    | Argentina (bandiera) | D     | Arturo Chiappe        |
|    | Argentina (bandiera) | D     | Pedro Choperena       |
|    | Argentina (bandiera) | D     | Emilio Solari         |
|    | Argentina (bandiera) | C     | Cándido García        |
|    | Argentina (bandiera) | C     | Atilio Peruzzi        |
|    | Argentina (bandiera) | C     | Heriberto Simmons     |
|    | Argentina (bandiera) | C     | Roberto Taramasso     |
|    | Argentina (bandiera) | A     | Antonio Ameal Pereyra |

| N. |                      | Ruolo | Calciatore        |
| -- | -------------------- | ----- | ----------------- |
|    | Argentina (bandiera) | A     | Mario Barbieri    |
|    | Argentina (bandiera) | A     | J. Becchia        |
|    | Argentina (bandiera) | A     | R. Brown          |
|    | Argentina (bandiera) | A     | C. Caprile        |
|    | Argentina (bandiera) | A     | Pablo Cipresini   |
|    | Argentina (bandiera) | A     | José Laiolo       |
|    | Argentina (bandiera) | A     | Emilio Medone     |
|    | Argentina (bandiera) | A     | Santiago Ortelli  |
|    | Argentina (bandiera) | A     | Armando Risso     |
|    | Argentina (bandiera) | A     | Héctor Rivas      |
|    | Argentina (bandiera) | A     | Nicolás Rofrano   |
|    | Argentina (bandiera) | A     | Francisco Taggino |

## Statistiche

### Statistiche di squadra
| Competizione    | Punti | Totale | Totale | Totale | Totale | Totale | Totale | DR  |
| Competizione    | Punti | G      | V      | N      | P      | Gf     | Gs     | DR  |
| --------------- | ----- | ------ | ------ | ------ | ------ | ------ | ------ | --- |
| Copa Campeonato | 25    | 19     | 9      | 7      | 3      | 30     | 17     | +13 |
| Totale          | -     |        |        |        |        |        |        | -   |